# Margareta de Bourbon
Margareta de Bourbon (5 februarie 1438 – 24 aprilie 1483) a fost fiica lui Charles I, Duce de Bourbon (1401–1456) și a Agnes de Burgundia (1407–1476).
La 6 aprilie 1472, ea a devenit prima soție a lui Filip al II-lea, Duce de Savoia (1443–1497). Printre copii ei din această căsătorie se includ:
Louise de Savoia (1476–1531), care a devenit mama regelui Francisc I al Franței (1494–1547), și Filiberto al II-lea de Savoia (1480–1504).
Margareta a murit la 24 aprilie 1483 la Chateau de Pont d'Ain.